# Pemba-Zwergohreule
Die Pemba-Zwergohreule (Otus pembaensis), auch Pembaeule genannt, ist eine Eulenart aus der Gattung der Zwergohreulen.

## Beschreibung
Die sehr kleine Eule erreicht eine Länge von 17 bis 18 Zentimetern. Die helle Morphe hat eine recht einfarbig rötlich braune Oberseite mit einem helleren Schulterband. Die Unterseite ist rötlich braun mit feinen rotbraunen, grauen und weißen Kritzeln sowie einigen schmalen Strichen. Die rotbraune Morphe ist noch gleichmäßiger rötlich braun mit angedeuteter Flankenbänderung. Die Augen sind gelb, die Federohren kurz, der Schnabel ist dunkel grünlich schwarz. Die Beine sind bis zum Ansatz der grauen Zehen üppig befiedert, die Krallen sind graubraun und haben schwärzliche Spitzen.
Sie wurde einst als Unterart der Madagaskar-Zwergohreule  (Otus rutilus) angesehen. Von dieser unterscheidet sie sich durch geringere Größe und kontrastloseres Gefieder.

## Lebensweise
Sie bewohnt halboffenes Gelände mit dicht belaubten Bäumen, auch bei Nelkenplantagen. Ihre Nahrung bilden vor allem Insekten, die sie im Flug oder vom Ansitz aus fängt. Ihre Stimme besteht aus einer unregelmäßig wiederholten, langen Serie von hohl klingenden hu-Lauten von einer halben bis zu einer Sekunde.

## Verbreitung
Die Pemba-Zwergohreule lebt endemisch auf der Insel Pemba vor der Küste von Tansania. Sie ist nicht selten, aber wegen des kleinen Lebensraumes gefährdet.